# Aminata Diallo
Aminata Diallo (Grenoble, 3 april 1995) is een voetbalspeelster uit Frankrijk. Ze is van Guinese afkomst.
Met Paris Saint-Germain won ze in 2017/18 de Franse beker. In 2020/21 won ze met Atletico Madrid de Supercopa Femenina, maar dat seizoen zat ze slechts 6 maal op de bank en speelde ze niet.

## Statistieken
| Seizoen | Club            | Land      | Competitie | Wedstrijden | Doelpunten |
| ------- | --------------- | --------- | ---------- | ----------- | ---------- |
| 2013/14 | Arras           | Frankrijk | FD1        | 19          | 1          |
| 2014/15 | Guingamp        | Frankrijk | FD1        | 21          | 0          |
| 2015/16 | Guingamp        | Frankrijk | FD1        | 18          | 0          |
| 2016/17 | PSG             | Frankrijk | FD1        | 16          | 0          |
| 2017/18 | PSG             | Frankrijk | FD1        | 17          | 0          |
| 2018/19 | PSG             | Frankrijk | FD1        | 18          | 1          |
| 2019/20 | PSG             | Frankrijk | FD1        | 8           | 0          |
| 2020    | Utah Royals     | USA       | NFS        | 4           | 1          |
| 2020/21 | Atlético Madrid | Spanje    | PDF        | 0           | 0          |
| 2021/22 | PSG             | Frankrijk | FD1        | 7           | 1          |
| Totaal  | Totaal          | Totaal    | Totaal     | 128         | 4          |

Laatste update: sep 2021

## Interlands
In 2013 won Diallo met Frankrijk O19 het Europees kampioenschap O19.
In 2014 werd Diallo derde op het Wereldkampioenschap voetbal vrouwen O20.
Diallo speelt sinds oktober 2017 in het Frans vrouwenelftal.